# خيلبوينا
بلدية خيلبوينا (بالإسبانية: Gilbuena) هي بلدية تقع في مقاطعة آبلة التابعة لمنطقة قشتالة وليون وسط إسبانيا.

## الديموغرافيا
يبلغ عدد سكان بلدية خيلبوينا 85 نسمة عام 2011 (وفقاً للمعهد الوطني للإحصاء الإسباني).
| 153 | 141 | 112 | 97 | 92 | 93 | 85 |